# Regions Morgan Keegan Championships and The Cellular South Cup 2007
Regions Morgan Keegan Championships and The Cellular South Cup 2007 — профессиональный международный теннисный турнир, проводимый как ATP в серии International Gold, так и WTA в серии соревнований 3-й категории. Соревнования проходили с 19 по 25 февраля.
Прошлогодние победители:
- мужчины одиночки —  Томми Хаас
- женщины одиночки —  София Арвидссон
- мужчины пары —  Иво Карлович /  Крис Хаггард
- женщины пары —  Лиза Реймонд /  Саманта Стосур

## Соревнования

### Одиночные турниры

#### Мужчины
Томми Хаас обыграл  Энди Роддика со счётом 6-3 6-2.
- Хаас выигрывает 1й титул в году и 11й за карьеру. На этом турнире он побеждает уже в 3й раз (до этого в 1999 и 2006).
- Роддик в 44й раз выходит в финал одиночных соревнований ассоциации и 3й раз на этом турнире.

#### Женщины
Винус Уильямс обыграла  Шахар Пеер со счётом 6-1, 6-1.
- Уильямс выигрывает 1й титул в году и 34й за карьеру.
- Пеер в 4й раз выходит в финал одиночных соревнований ассоциации.

### Парные турниры

#### Мужчины
Эрик Буторак /  Джейми Маррей обыграли  Юргена Мельцера /  Юлиана Ноула со счётом 7-5, 6-3.
- Буторак и Маррей завоёвывали свой 2й совместный парный титул за карьеру.

#### Женщины
Николь Пратт /  Брианн Стюарт обыграли  Ярмилу Гайдошову /  Акико Моригами со счётом 7-5, 4-6, [10-5].
- Пратт выигрывает свой 9й парный титул за карьеру.
- Стюарт выигрывает свой 3й парный титул за карьеру.